# ميناء طرفاية
ميناء طرفاية المخصص للصيد الساحلي والتقليدي يقع بمدينة طرفاية على ساحل المحيط الأطلسي ويمكن بلوغه عبر الطريق الوطنية رقم 1 الرابطة بين أكادير- طرفاية - العيون. 
عرفت مدينة طرفاية نشاطا مكثفا خلال سنة 1976 نجم عنه اختيارها كنقطة التقاء للمسيرة الخضراء وتقرر إنشاء ميناء صيد خاص بها. شرع في أشغال البناء في شتنبر من سنة 1976 وتم التسليم في يونيو سنة 1979. بدأت المرحلة الثانية في سنة 1980 واستمرت لمدة 16 شهرا. تم تشييد حاجز الرمال خلال سنة 1997.

## البنيات التحتية المينائية

### منشآت الحماية
- كاسر أمواج رئيسي بطول إجمالي قدره 1140 متر؛
- كاسر أمواج عرضي بطول إجمالي قدره 270 متر؛
- سد وقف الرمال بطول إجمالي قدره 300 متر.

### منشآت الرسو
يتوفر الميناء على 503 متر من الأرصفة مخصصة للصيد والتجارة.
رصيف الصيد:
رصيف بطول 155 متر على عمق 4 أمتار
أرصفة عائمة 108 متر
مجموع الأرصفة التجارية 263 متر
الرصيف التجاري:
رصيف بطول 214 متر على عمق 6 أمتار
رصيف منحدر الرورو بعرض 16 متر

### المسطحات
27,5 هكتار من المسطحات مخصصة للصيد والتجارة.

### حوض مائي
مساحته 14,35 هكتار.

## خدمات مينائية
يوفر ميناء طرفاية لمستعمليه الخدمات التالية:
- توقف السفن؛
- تزويد السفن بالماء والوقود؛
- تفريغ منتجات الصيد؛
- تسويق منتجات الصيد؛
- معالجة منتجات الصيد؛
- تخزين منتجات الصيد.

وفيما يلي خصائص المد والجزر بالقرب من موقع الميناء
| حركة المد                | المد | الجزر | المتن |
| المياه الحية الاستثنائية | 3,95 | 0,40  | 3,55  |
| المياه الحية المتوسطة    | 3,70 | 0,80  | 2,90  |
| المياه المتوسطة          | 3,35 | 1,10  | 2,25  |
| متوسط المياه             | 2,88 | 1,50  | 1,30  |
| متوسط المياه الاستثنائية | 2,75 | 1,80  | 1,15  |

## أنشطة الميناء

### رواج الميناء
تختزل حركة العبور في ميناء طرفاية بالنسبة لتفريغ المنتجات السمكية كما يلي:
| السنة | الكمية (كلغ)  | القيمة (درهم)  |
| ----- | ------------- | -------------- |
| 2008  | 742 967       | 769 149 25     |
| 2009  | 673 228 7     | 454 953 55     |
| 2010  | 374 132 1     | 496 901 34     |
| 2011  | 83, 799 430 1 | 00, 914 505 75 |

## الظروف البحرية

### حركة المد و الجزر
حركة شبه يومية. يقع مرجع الخريطة البحرية على مسافة 2,15 متر تحت المستوى العام في المغرب.

### حركة الامواج
الموجات المهيمنة في المنطقة هي موجات غربية شمالية غربية وشمالية شمالية شرقية. أما الموجات القادمة من الاتجاهات المحمية بجزر الكناري (المنحرفة أو الناجمة عن الرياح المحلية) فتبلغ مترا بالكاد.

### رياح
الرياح السائدة شمالية شرقية إلى شمالية غربية.

### التيارات
تيار جزر الكناري: اتجاه جنوب أو جنوب غرب. حتى رأس جنوبي; 28 درجة شمالا يتجه التيار نحو الجنوب الغربي تحت وقع الرياح الشمالية والشمال الشرقية قد تصل سرعته إلى عقدتان ولكن لا يصل عقدة واحدة في المتوسط.
التيارات الساحلية: بما ان الممر بين جزر الكناري والقارة ضيق نسبيا (100 كلم تقريبا) يتقوى التيار نحو الجنوب تحت تأثير الرياح الشمالية ولكن بصفة عامة نادرا ما تتجاوز التيارات الساحلية الشمالية الجنوبية عقدة واحدة.

### الظروفالهيدروغرافية
يوجد رأس جوبي على مستوى منخفض رملي تحيط به شعاب تتكسر على مستواها مياه البحر. تطغى عليه من الجانب الجنوب غربي شعاب تكشف عن مدينة طرفاية خلال الجزر. بسبب الموجات السائدة يتم نقل المواد على طول الساحل في موقع طرفاية أساسا من الشمال نحو الجنوب.

### شروط ولوج السفن
يمكن التحكم في سفن الصيد والنزهة التي تصل الميناء بشكل جيد. يمكن أن تدخل بسهولة إلى الميناء قادمة من القطاع الجنوب الغربي.
يبلغ عرض المدخل 65 مترا بعمق.6 أمتار

### علامات وصول وولوج السفن
| علامات التشوير                    | الموقع                                      | الخصائص                                     |
| --------------------------------- | ------------------------------------------- | ------------------------------------------- |
| ضوء الجدار الجانبي للحاجز الرئيسي | خط العرض: ’58 ,56 °27 خط الطول: ’22 ,56 °12 | اللون: أحمر الإيقاع: (FL4) ث15 المدى: 05 MN |
| ضوء الجدار الجانبي للسد المضاد    | خط العرض: ’53 ,56 °27 خط الطول: ’10 ,56 °12 | اللون: أخضر الإيقاع: (FL2) ث6 المدى: 3 MN   |
| العلامة الرئيسة الشمالية          | خط العرض: ’31 ,56 °27 خط الطول: ’13 ,56 °12 | اللون: أبيض الإيقاع: Q مستمر. المدى: 3 MN   |
| العلامة الرئيسة الغربية           | خط العرض: ’85 ,56 °27 خط الطول: ’22 ,56 °12 | اللون: أبيض الإيقاع: (Q9) ث15 المدى: 3 MN   |
| عوامة رقم 1 : مياه سليمة          | خط العرض: ’62 ,56 °27 خط الطول: ’63 ,56 °12 | اللون: أبيض الإيقاع: 1 FL ث5 المدى: 3 MN    |
| عوامة رقم 2 : جانبية خضراء        | خط العرض: ’52 ,56 °27 خط الطول: ’50 ,56 °12 | اللون: أخضر الإيقاع: 1 FL ث5 المدى: 3 MN    |
| عوامة رقم 3 : جانبية حمراء        | خط العرض: ’55 ,56 °27 خط الطول: ’47 ,56 °12 | اللون: أحمر الإيقاع: 1 FL ث5 المدى: 3 MN    |
| منارة طرفاية ببصرية دوارة         | خط العرض: ’22 ,55 °27 خط الطول: ’33 ,56 °12 | اللون: أبيض الإيقاع: (FL2) ث5 المدى: 20 MN  |